# Доходный дом Ф. В. Шеффера
Доходный дом Ф. В. Шеффера — памятник архитектуры. Расположен в Василеостровском районе Санкт-Петербурга, современный адрес дома — 9-я линия Васильевского острова, 58.
Здание построено Н. И. Алексеевым в 1911—1912 годах. Его композиция тяготеет к симметрии, в отделке использована облицовка красным кирпичом-кабанчиком с поясом филёнок.
У входного портала со стороны улицы сохранилась закрашенная масляной краской дробная расстекловка.
В 2019 году дом вошел в перечень 255 многоквартирных домов — памятников архитектуры с особо сложными фасадами, которые предполагается отреставрировать по программе КГИОП «Наследие».